# Odroerir

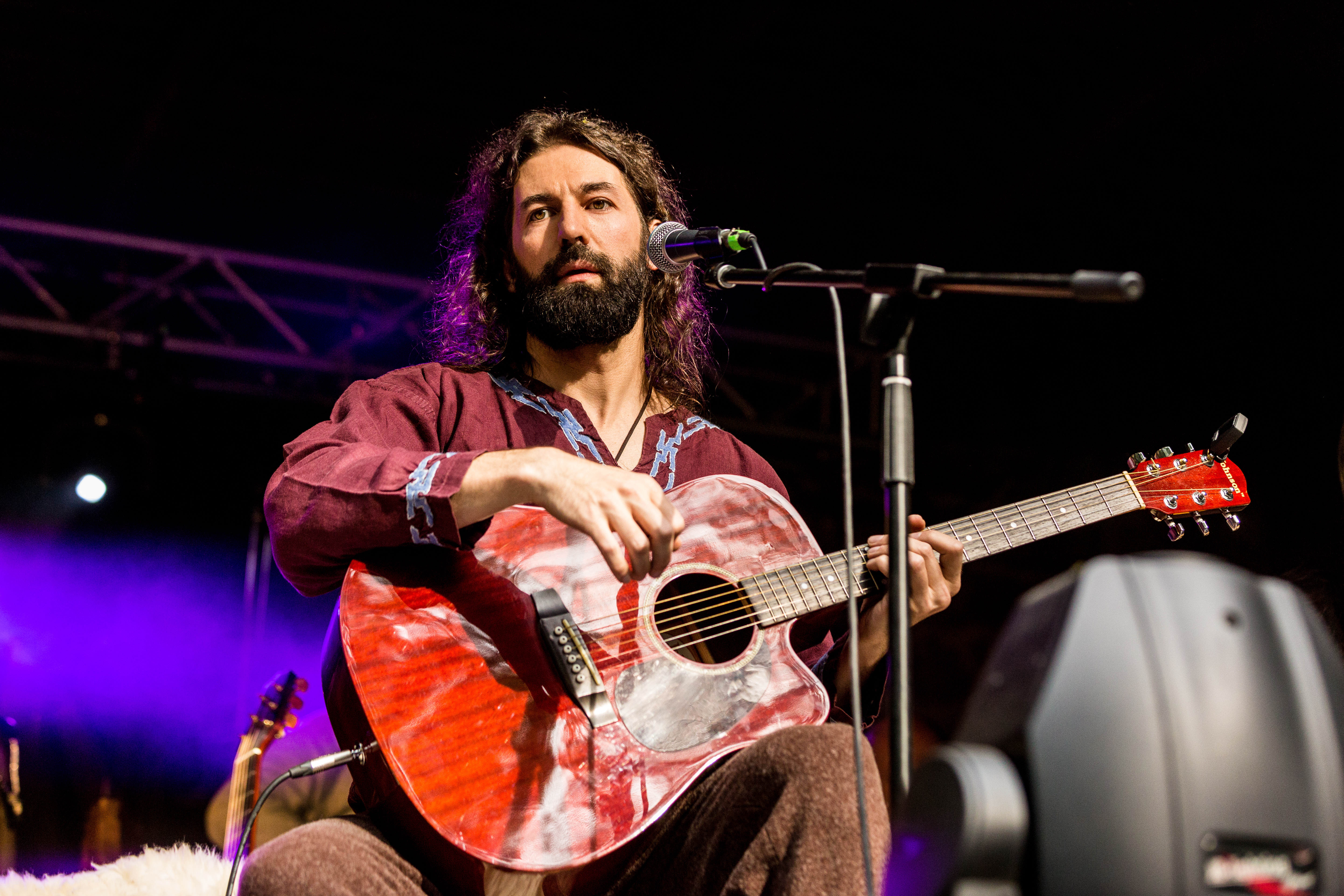
Odroerir au Dark Troll festival 2018

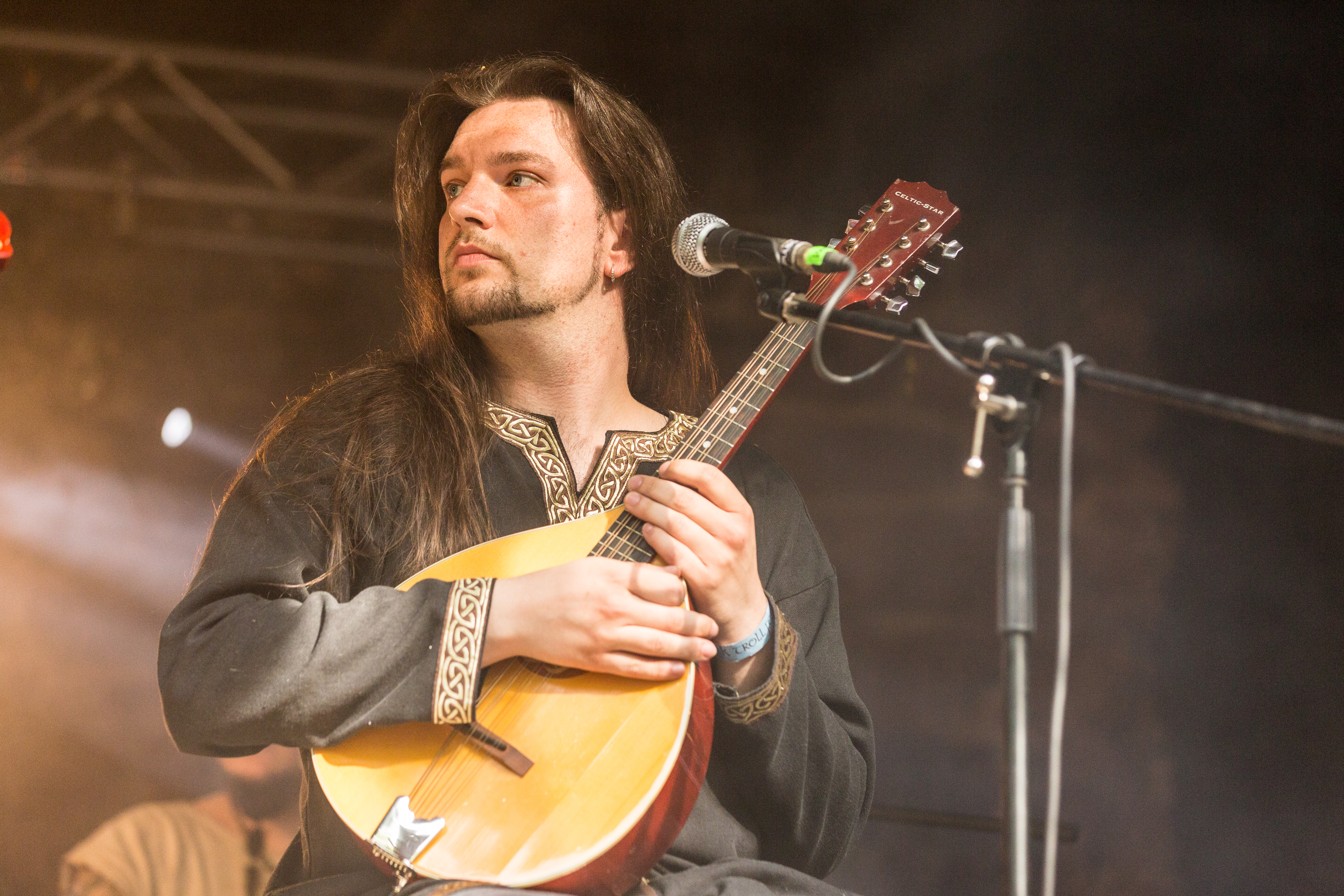
Odroerir au Dark Troll festival 2018

Odroerir est un groupe de pagan et folk metal allemand, originaire de Thuringe. Leur premier album studio, Laßt euch sagen aus alten Tagen… , est enregistré en 2001, mais sa sortie est repoussée en 2002. Le 5 septembre 2005 sort l'album Götterlieder I au label Einheit Produktionen. Le 28 mai 2010, Odroerir publie l'album Götterlieder II.

## Biographie
Le groupe est formé à l'automne 1998 comme projet de Fix du groupe Menhir. Il est initialement soutenu par Fenrir pour l'écriture des paroles. Le nom du groupe s'inspire de la mythologie nordique (Óðrerir). En novembre 1998, le groupe enregistre une démo qu'il envoie à Ars Metalli. En 1999, le groupe prend forme avec l'arrivée de Stickel à la guitare, Philipp à la batterie, Ralph à la basse et Ivonne au chant. Leur première démo officielle s'intitule Iring, qui est publiée la même année.
Leur premier album studio, Laßt euch sagen aus alten Tagen… , est enregistré en 2001, mais sa sortie est repoussée en 2002, peu de temps après la dissolution d'Ars Metalli. Ils enregistrent ensuite un EP en 2004 sans titre. Le bassiste Ralph quitte le groupe à cause de divergences internes. Manuel de XIV Dark Centuries reprendra sa place. À la fin de 2004, le groupe commence à travailler sur un nouvel album.
Le 5 septembre 2005 sort l'album Götterlieder I au label Einheit Produktionen. Ivonne quitte ensuite le groupe, et laisse place à Natalie. À la fin de 2007, le groupe est annoncé pour le festival Tales from the Underground. Ils annoncent une tournée européenne à la fin de 2008, dont un concert à Paris pour janvier 2009.
Le 28 mai 2010, Odroerir publie l'album Götterlieder II. Le groupe annonce ensuite une tournée avec Skyforger, XIV Dark Centuries et Gernotshagen en fin d'année, qui sera par la suite annulée. En 2011, le groupe participe à plusieurs festivals, comme le Cernunnos Pagan à Paris, le Ragnarök-Festival à Lichtenfels et le Black Troll Festival. La même année, le groupe accueille le multi-instrumentiste Karlson, comme second guitariste et chanteur. En automne 2011, le groupe effectue une tournée européenne aux côtés de Suidakra, XIV Dark Centuries, Waylander, Cruadalach et Chain of Dogs sous le slogan Black Trolls over Europe Tour III. En 2013, ils participent à la tournée Eluveitie and Friends avec le groupe suisse Eluveitie. Au début de 2015, le groupe publie une vidéo de sa chanson acoustique Wanderer.

## Membres

### Membres actuels
- Fix – chant, guitares (acoustique et électrique), flute, mandoline, claviers (depuis 1998)[4]
- Philipp – batterie, percussions (depuis 1999)[4]
- Stickel – chant, guitares (depuis 1999)[4]
- Marley – basse (depuis 2003)[4]
- Veit – violon, violoncelle, chant (depuis 2004)[4]
- Natalie Nebel – chant (depuis 2005)[4]
- Karlson – guitares, flute, cornemuse, chant (depuis 2010)[4]

### Anciens membres
- Heinz – basse[4]
- Ralf – basse, chœurs (1998)[4]
- Ivonne – chant, claviers (1998-2005)[4]

## Discographie
- 2000 : Iring (démo)
- 2002 : Laßt euch sagen aus alten Tagen…
- 2004 : Odroerir (EP)
- 2005 : Götterlieder
- 2010 : Götterlieder II
- 2017 : Das Erbe unserer Ahnen